# Javier Bello (escritor)
Eugenio Javier Bello Chauriye (Concepción, 25 de octubre de 1972) es un poeta y profesor de literatura chileno, considerado parte de la generación de los noventa o "Los náufragos".

## Obra
- La noche venenosa, Letra Nueva, Concepción, 1987.
- La huella del olvido, Letra Nueva, Concepción, 1989.
- La rosa del mundo, LOM Ediciones, Santiago, 1996.
- Las jaulas, Visor Libros, Madrid, 1998.
- Jaula sin mí, plaquette, Hojas de Zenobia, Huelva, 1999.
- El fulgor del vacío, Editorial Cuarto Propio, Santiago, 2002.
- Letrero de albergue, Diputación de Huelva, Huelva, 2006.
- Espejismo, plaquette, Cuadro de Tiza, Santiago, 2010.
- Estación noche, La Calabaza del Diablo, Santiago, 2012.
- Los grandes relatos, Editorial Cuarto Propio, Santiago, 2015.
- Exhumación de la fábula, Chamán Ediciones, Albacete, 2016.
- Flores para alimañas, Editorial Aparte, Arica, 2023.

## Premios y distinciones
- 1994: Premio Juegos Literarios Gabriela Mistral, categoría poesía inédita, por La rosa del mundo.[3]
- 1998: Accésit en el VIII Premio Jaime Gil de Biedma por Las jaulas.
- 2006: XXVI Premio Hispanoamericano de poesía Juan Ramón Jiménez por Letrero de albergue.
- 2007: Premio Pablo Neruda.[4]